# Зенкинская
Зенкинская — деревня в Шенкурском районе Архангельской области. Входит в состав муниципального образования «Верхопаденьгское».

## География
Деревня расположена в южной части Архангельской области, в таёжной зоне, в пределах северной части Русской равнины, в 73 километрах на юг от города Шенкурска, на левом берегу реки Паденьга, притока Ваги. Ближайшие населённые пункты: на юго-западе деревня Калиновская, на востоке деревня Лосевская, на юге, на противоположенном берегу реки, деревня Степановская.
Часовой пояс
Зенкинская, как и вся Архангельская область, находится в часовой зоне МСК (московское время). Смещение применяемого времени относительно UTC составляет +3:00.

## Население
| 2002 | 2010 | 2012 |
| ---- | ---- | ---- |
| 27   | ↘18  | ↘14  |

## История
В «Списке населенных мест Архангельской губернии к 1905 году» деревня Зенкинская насчитывает 18 дворов, 56 мужчин и 58 женщин.  В административном отношении деревня входила в состав Лосевского сельского общества Верхопаденгской волости.
На 1 мая 1922 года в поселении 23 двора, 46 мужчин и 68 женщин.